# Hingol-Nationalpark
Der Hingol-Nationalpark (Urdu ہنگول نیشنل پارک) liegt am Fluss Hingol, an der Küste Makrans in der pakistanischen Provinz Belutschistan und wurde 1997 eingerichtet. Unter besonderen Schutz steht das Gebiet bereits seit 1988. Die Gesamtfläche umfasst etwa 6100 km², womit er der größte Nationalpark des Landes ist. Teil des Parks ist auch das Wildreservat Dhrun.

## Landschaft und Vegetation

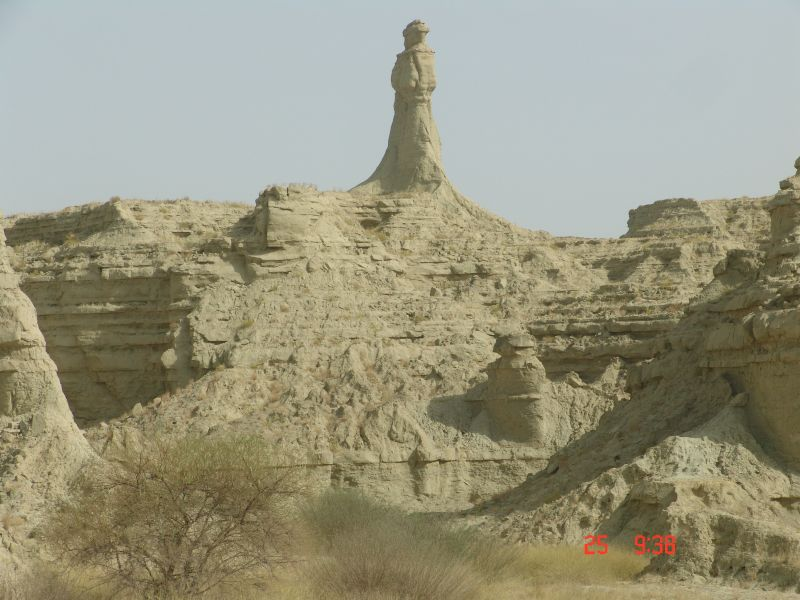
Auffällige Felsstruktur (Princess of Hope) im Hingol-Nationalpark

Die Vegetation ist sehr vielgestaltig und reicht von tropischen Wäldern im Norden bis zu trockenen Berggebieten im Westen. Den größten Teil des Parks nehmen Küstenhalbwüsten ein. Darüber hinaus schließt der Park Teile des Mündungsgebietes des Hingol-Flusses ein.

## Tierwelt
Der Park beherbergt 3000 Wildziegen, 1500 Steppenwildschafe und über 1200 Indische Gazellen. Weitere Tiere des Parks sind Schakale, Rotfüchse, Rohrkatzen und Stachelschweine. Leoparden sind äußerst selten, Streifenhyänen und Wölfe sind am Rande des Aussterbens. Im Hingolfluss leben immer noch Sumpfkrokodile.
Unter den Vögeln sind Kragentrappen und Graupelikane regelmäßige Gäste des Parks.